# Gioielli della Corona tedesca
Col termine Gioielli della Corona tedesca si identificano sia le insegne imperiali dei re di Germania connesse a quelle del Sacro Romano Impero sia i gioielli facenti parte della Corona prussiana che i re di Prussia continuarono ad utilizzare anche dopo la loro ascesa al rango di imperatori di Germania dal 1871. Il nascente impero, tuttavia, aveva la necessità di possedere una corona per la cerimonia dell'incoronazione. Benché né Bismarck né Guglielmo I credessero veramente al nuovo titolo imperiale, ritennero tuttavia che fosse necessario per il loro prestigio enfatizzare l'incoronazione con la "vera corona" imperiale custodita a Vienna. Ricevuto il netto rifiuto dell'Austria, non ancora ripresasi dalla cocente sconfitta del 1866, furono costretti ad adottarne una simile di legno a quella ottagonale di Ottone il Grande, conservata nel castello di Montbijou sulla Sprea fino alla sua distruzione nei bombardamenti di Berlino.
L'Impero di Germania, infatti, non possedeva gioielli della corona fisici, anche se un modello di Corona di Stato tedesca venne creato per essere utilizzato nello stemma imperiale ufficiale.
Il termine può anche essere utilizzato in riferimento alle regalia delle varie monarchie costitutive il territorio tedesco poi unificate formalmente sotto l'Impero di Germania (principalmente i regni dell'Hannover, di Baviera, di Sassonia, del Württemberg).
Dal crollo dell'Impero nel 1918, tutti i vari gioielli delle corone dei differenti stati tedeschi vennero conservati in appositi musei locali, la corona di Guglielmo II come Re di Prussia è oggi esposta nel castello di Hohenzollern.